# 長三洲

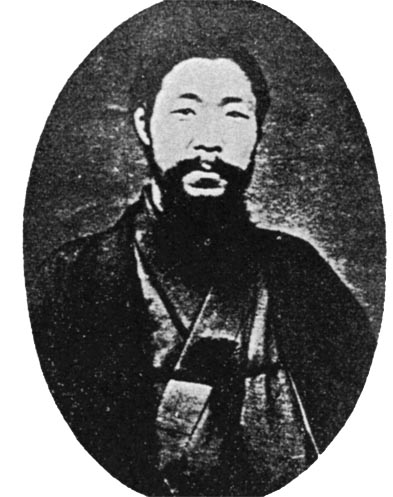
長三洲

長 三洲（ちょう さんしゅう、天保4年9月23日（1833年11月3日） - 明治28年（1895年）3月13日）は、豊後国生まれの勤皇の志士、官僚、漢学者、書家、漢詩人。諱は炗（ひかる）。幼名は富太郎、のち光太郎、太郎。字は世章。号は三洲（三州）のほか、蝶生、韻華、秋史、紅雪、楂客など。

## 概説
勤皇の志士として倒幕運動に半生を捧げ、戊辰戦争を戦う。その後、山口藩の藩政改革に携わる。明治3年、上京し、太政官制度局の官僚となる。明治5年には文部官僚として、師の広瀬淡窓の咸宜園の学制を基礎に据え、日本の学制の礎を築いた。また、明治書家の第一人者で、近代学校制度の中に習字を位置づけた第一の功労者である。また漢学者、漢詩人としての名声高く、漢学の長三洲、洋学の福澤諭吉として明治前半期の教育界の双璧を成した。水墨画や篆刻の腕前も一流であった。
長男は西洋史学者の長寿吉。

## 略歴
天保4年（1833年）、豊後国（大分県）日田郡馬原村の儒家、長梅外の第3子として生まれる。幼い頃から父梅外の薫陶を受け、15歳で広瀬淡窓の門に入り、後に淡窓の弟の広瀬旭荘の塾で塾生を教えた。詩・書・画・篆刻をよくし、詩と書は特に有名で、死後編纂された詩集『三洲居士集』は全11巻（約2000首）に及ぶが、これに掲載されていない作品も多数存在する。書は顔真卿の書法（顔法）を堅く守り、顔法の開拓者として名高い。明治10年（1877年）顔法で執筆した『小学校習字本』が発行された。
幕末の頃は尊王攘夷の志士と交わり、国事に奔走す。長州藩に身を寄せつつも、二豊（豊後、豊前）の倒幕運動の中心人物として暗躍する。薩長同盟の立役者の一人でもある。戊辰戦争においては、仁和寺ノ宮嘉彰親王の越後口征討軍の参謀として、西園寺公望、壬生基修、山県狂介らとともに従軍し、その後、長岡、会津を転戦する。
戊辰戦争後は、山口藩議政局書記として明倫館御試仕法及び小学規則を制定の後、掌吏に昇格し、長州兵の兵制改革に携わるが、この改革により奇兵隊脱隊騒動が勃発、木戸孝允らとともにこれを鎮圧する。毛利元徳の薩摩行に随行後上京する。明治3年（1870年）10月、太政官権大史、制度局員となり、江藤新平とともに、月2回の御前会議（国法会議）に出席し諸制度を起草する。また、「新聞雑誌」発刊に携わり、静妙子名で「新封建論」を発表し、廃藩置県を主唱する。
明治5年（1872年）、大学少丞に任じられ、学制五編を起草、同年8月に頒布された明治学制の中心的な起草者となる。以後、文部大丞を任じられる。その後、教部大丞を任じられると、西南学区巡視に赴き、9か月近くかけて西日本の教育状況をつぶさに巡察して回る（大阪、京都、三重、奈良、滋賀、兵庫、広島、香川、愛媛、徳島、高知、島根、鳥取、山口、福岡、日田、佐賀、熊本、天草、長崎、鹿児島、日向、佐伯、府内（大分）、別府、高田）。以後、文部省学務局長、侍読、宮内省の文字御用掛などを歴任する。明治12年（1879年）、46歳のとき、官を退いて文書画の道で余生を送った。
明治13年（1880年）、楊守敬の渡来により日下部鳴鶴、巖谷一六、松田雪柯を中心に六朝書道の普及運動が盛んになったが、三洲は関心を示さず顔法に傾倒した。
石碑の揮毫も手がけており、現在全国に50基ほどを確認できる。
| 天保4年  | 1833年 |      | 9月23日豊後国日田郡馬原村矢瀬に生まれる。                                                        |
| 嘉永元年 | 1848年 | 15歳 | 広瀬淡窓の咸宜園に入門。                                                                         |
| 嘉永6年  | 1853年 | 20歳 | 広瀬旭荘の塾で塾生を教える。                                                                     |
| 安政4年  | 1857年 | 24歳 | 旭荘のもとを辞し、国事に奔走する。                                                               |
| 元治元年 | 1864年 | 32歳 | 奇兵隊に参加、英米蘭仏四国連合艦隊と交戦、前田砲台を守って後頭部を負傷。                         |
| 慶応元年 | 1865年 | 33歳 | 大宰府で長州藩主の親書を西郷隆盛に手渡す。その後、幕府の追捕を逃れ、豊後各地を転々とする。       |
| 明治元年 | 1868年 | 35歳 | 奇兵隊に復帰、越後口征討軍の参謀として長岡、会津を転戦する。                                     |
| 明治3年  | 1870年 | 37歳 | 太政官権大史、制度局員となる。                                                                   |
| 明治4年  | 1871年 | 38歳 | 任大学少丞兼制度局。清国に赴く。                                                                 |
| 明治5年  | 1872年 | 39歳 | 文部少丞となり学制五編を起草、文部大丞となる。                                                   |
| 明治6年  | 1873年 | 40歳 | 叙従五位。5月大学区巡視、6月任教部大丞、西南学区巡視に出立～明治7年3月まで。                     |
| 明治7年  | 1874年 | 41歳 | 免文部大丞、侍読。任歴史課御用掛、宮内省御習書御用掛。                                           |
| 明治8年  | 1875年 | 42歳 | 6月、任補五等出仕地方官会議書記官。8月書記官免。9月免出仕。                                      |
| 明治9年  | 1876年 | 43歳 | 木戸孝允とともに明治天皇の大和京都行幸のお供。                                                   |
| 明治10年 | 1877年 | 44歳 | 修史局第四局総指。修史局残務取調御用掛。三洲書『小学校習字本』が発行される。内業博覧会審査委員。 |
| 明治11年 | 1878年 | 45歳 | 任宮内省御用掛、文学御用掛。草行松菊帖を著す。                                                   |
| 明治12年 | 1879年 | 46歳 | 官を退き、文書画に専念する。明治天皇、特旨をもって永久侍書侍読を沙汰。                           |
| 明治13年 | 1880年 | 47歳 | 斯文学会を創立する。                                                                             |
| 明治23年 | 1890年 | 58歳 | 漢詩専門雑誌「咸宜園」発刊。                                                                     |
| 明治25年 | 1892年 | 60歳 | 「書論」出版。                                                                                   |
| 明治28年 | 1895年 | 62歳 | 永眠。墓所は多磨霊園。                                                                           |

## 門人
三洲の住所録「幽玄庵朋友故旧親戚門人宿処禄」（明治26年）が現存しており、その中に多数の門人の氏名・住所が記されている。	 
門人として記載されているのは、以下の人物。	 
秋月新太郎（貴族院議員）、秋月昱蔵、荒木古童、跡見玉枝、安藤与総次郎、赤松連城、麻生忠造、池内宏、池辺棟三郎、井上菊夫、石黒忠悳、伊藤弥次郎、伊藤博文、岩越忠勝、瓜生寅、江口柳太郎、江間三吉、海老原介太郎、及川静時、岡沢藤介、岡田起作、小原勝五郎、小原謙冶、大石角次郎、大谷尊行、大野孝七郎、大野恒徳、大村三樹、奥豊彦、奥蘭田、太田元奇、何禮之、香坂雲山、笠原半九郎、金井之恭、金澤吉之丞、蕪城秋雪、亀谷行、蒲生重章、川井田平一、川邊森右衛門、河瀬秀治、河合千世、清浦奎吾、木戸孝正、木辺孝慈、金港堂（教科書出版社）、鳩居堂、岸田吟香、日下部鳴鶴（東作）、国重正文（富山県知事）、久保幾次郎、熊田勘太郎、黒川鼎、児玉少介、古富来三郎、小西皆雲、小林誠義、小松翼宝、後藤敬臣、五神泰輔、権藤直、斎藤甲子郎、斎藤利和、佐本寿人、佐々木三辰、佐佐木信綱、佐藤信寛、佐野安、佐倉信武、桜井真須美、阪井弁、島地黙雷、宍戸璣、塩谷泰、滋野康彦、清水軌郷、清水王山、柴田忠恕、杉孫七郎、杉盛道、杉山孝敏、周布公平、澄川恭民、澄川徹、須原鉄二、須貝卯太郎、須川楯次郎、鈴木梅仙、鈴木進、末松謙澄、関口兵蔵、世良太一、薗広利、田口灌玉、田中佐金冶、田中光顕、高木寿頴、高島張輔、高瀬半兵衛、高橋快三、高橋喜七郎、高橋英夫、高柳快堂、棚橋一郎、谷干城、武田英一、武田豊吉、武村千佐、龍田富太郎、千原幸右衛門、千葉胤明、値賀晰、堤増蔵、辻棐、土田易、土屋平四郎、鶴見数馬、東光龍範、藤内敏親、鳥尾小弥太、鳥尾光、豊口弁司、長松幹、中島歌子、中島梅仙、中村岩槌、中村泰太郎、長野秋山、南摩綱紀（羽峰）、西島青浦、野口郁、野口小蘋、野口之布、野崎武吉郎、野村平太郎、野村素介（茨城県知事）、野村靖、萩原裕、橋本綱常、畠山爽、原田智、原田機一、東久世通禧、日高梅渓（日高秩父）、日野西家、平野捨三、平尾光、廣瀬進一、廣瀬貞文、久富順三、深江基太郎、福羽美静、福井繁太郎、藤光雲、藤井一虎、古川慎吾、本多実方、堀見煕助、前島静蘭、前田利嗣、槇村正直、増野助三、升本喜兵衛 (初代)、股野琢、松平康國、三島中洲（毅）、三島春洞、三好重臣、三好維堅、三井八郎次郎、宮本経吉、宮井義、毛利元徳、安川繁成、山縣有朋、山縣蔦蔵、山内昇、山尾庸三、山本房五郎、横井忠直、横田国臣、吉田倉三、吉田晩稼、吉田増蔵、吉田了暢、渡辺昇、和田屯

## 著作
- 静玅子「新封建論」（『新聞雑誌』第6号附録、日新堂、明治4年7月）
  - 明治文化研究会編『幕末明治新聞全集 第6巻上』世界文庫、1961年。
  - 田﨑公司監修『東京曙新聞 復刻版 明治4年〜5年』柏書房、2008年5月。ISBN 9784760133628
- 静妙子「復古原論」（『新聞雑誌』第40号附録、日新堂、明治5年4月）
  - 明治文化研究会編『幕末明治新聞全集 第6巻下』世界文庫、1961年。
  - 田﨑公司監修『東京曙新聞 復刻版 明治4年〜5年』 柏書房、2008年5月。ISBN 9784760133628
- 長炗著『三洲居士集』西東書房、1909年2月（全11巻・5冊）。
- 小山良昌校訂「長三洲筆記 奇兵隊戊辰役日載」（田中彰 監修『定本 奇兵隊日記 別冊付録』 マツノ書店 1998年3月に収録）
- 中島三夫編著『三洲長炗著作選集』中央公論事業出版、2003年12月。ISBN 9784895142168
- 中島久夫 「校訂「木戸松菊公傳」 : 長三洲著「内閣顧問木戸公行述」翻刻」（淡窓研究会記念誌編集委員会編 『廣瀬淡窓・咸宜園に学ぶ : 咸宜園教育顕彰事業優秀賞受賞記念誌』 廣瀬資料館、2021年3月）
- 川邉雄大 「白華文庫蔵・長三洲「韻華楼日記」（明治五年）について」（『日本漢文学研究』第18号、二松学舎大学東アジア学術総合研究所日本漢学研究センター、2023年3月）